# Vieille-Église
Vieille-Église è un comune francese di 1 339 abitanti situato nel dipartimento del Passo di Calais nella regione dell'Alta Francia.

## Società

### Evoluzione demografica
Abitanti censiti